# Seznam evroposlancev iz Irske
Seznam evroposlancev iz Irske je krovni seznam.

## Seznami
- seznam evroposlancev iz Irske (1973)
- seznam evroposlancev iz Irske (1973–1977)
- seznam evroposlancev iz Irske (1977–1979)
- seznam evroposlancev iz Irske (1979–1984)
- seznam evroposlancev iz Irske (1984–1989)
- seznam evroposlancev iz Irske (1989–1994)
- seznam evroposlancev iz Irske (1994–1999)
- seznam evroposlancev iz Irske (1999–2004)
- seznam evroposlancev iz Irske (2004–2009)
- seznam evroposlancev iz Irske (2009–2014)
- poimenski seznam evroposlancev iz Irske